# Azoospermia
L'azoospermia è la completa assenza di spermatozoi in un campione di liquido seminale. Circa il 2% delle coppie infertili e il 10%  degli uomini sterili presenta questo tipo di patologia. L'azoospermia presenta due forme: ostruttiva o secretoria (non-ostruttiva).

## Classificazione

### Azoospermia ostruttiva
L'azoospermia ostruttiva può essere dovuta a vasectomia, assenza bilaterale dei vasi deferenti, interruzione dei vasi deferenti o dell'epididimo post-chirurgica.

### Azoospermia non-ostruttiva
L'azoospermia non ostruttiva, o secretoria, è dovuta a difetti nella produzione di spermatozoi comunemente definiti come: ipospermatogenesi, arresto maturativo o sindrome da sole cellule del Sertoli. Nei pazienti con tale problematica, l'epididimo è generalmente privo di spermatozoi.
Le tecniche di prelievo prevedono: spermatozoi ottenuti mediante biopsia testicolare (TESE) o estrazione percutanea di spermatozoi dal testicolo (FNA).
Tra le cause di azospermia secretoria troviamo problematiche legate alla spermatogenesi, nonché effetti collaterali di farmaci (soprattutto quelli a base di androgeni).

## Eziologia
La presenza del cromosoma Y nelle cellule somatiche rappresenta una peculiarità dei maschi e la comunità scientifica ha espresso delle opinioni divergenti sul suo ruolo e sull'importanza nell'uomo.
In seguito all'identificazione di geni con espressione sia ubiquitaria sia testicolo–specifica, il numero totale di trascritti della regione eucromatica “Male Specific Y (MSY)” è 156 e questa parte del cromosoma contiene ben 27 geni a singola e multi-copia. La maggior parte dei geni MSY è coinvolta in funzioni come la determinazione del sesso maschile (SRY) e la spermatogenesi (geni delle regioni Azoospermia factor AZF sul braccio lungo del cromosoma Y). L'analisi genetica ha portato all'identificazione di microdelezioni di geni localizzati nei loci non polimorfici del gene AZF (AZFa, AZFb e AZFc), presenti in numero variabile e denominati STS (Sequence Tagget Sites).
Il gene AZFa (o AZF 1) è localizzato nella regione eucromatica del braccio lungo in Yq11.23, è lungo 792 kb ed è poco distale dal centromero del cromosoma Y. Questi geni sono implicati nella spermatogenesi testicolare.
L'AZFc è una delle regioni più dinamiche geneticamente del genoma umano, la cui funzione probabilmente è quella di contrastare la degenerazione genetica associata all'assenza di un partner cromosomiale durante la meiosi. Tuttavia, questo ruolo ha diversi effetti negativi poiché alcuni ri-arrangiamenti rappresentano un fattore di rischio o altresì un fattore causante la distruzione della spermatogenesi. Una delezione parziale e specifica dell'AZFc (chiamato gr/gr deletion) è associato in modo significativo all'infertilità maschile di Caucasici in Europa e nella zona occidentale del Pacifico. Di conseguenza delezioni o mutazioni di questi geni possono portare a difetti della spermatogenesi.
Il ruolo del cromosoma Y nell'infertilità maschile è ormai accertato e le “microdelezioni” delle regioni AZF rappresentano la causa genetica più frequente di oligo/azoospermia. Nel 20% circa delle azoospermie si riscontrano alterazioni dei cromosomi mediante un semplice esame del sangue.
Le alterazioni genetiche possono essere alla base del problema spermatico e possono essere presenti più di un'alterazione genetica nello stesso soggetto. Le alterazioni genetiche presenti nell'azoospermico ostruttivo e non-ostruttivo sono: microdelezione del cromosoma Y, traslocazioni robertsoniane, sindrome di Klinenfelter.

### Microdelezione del cromosoma Y
Per microdelezione si intende la perdita di una piccola parte del braccio lungo (ovvero tratto verticale) del cromosoma sessuale maschile “Y”. La microdelezione del cromosoma Y si reperta in meno del 10% degli azoospermici non ostruttivi, ovvero in quei soggetti che non presentano spermatozoi nell'eiaculato a causa di un'insufficiente produzione. La presenza di una microdelezione del cromosoma Y invalida tutte le terapie mediche e chirurgiche attualmente note per tentare di re-indurre la spermatogenesi nei soggetti azoospermici: varicocelectomia, gonadotropine o antiestrogeni. Pertanto la presenza di microdelezione del cromosoma Y implica la necessità di fecondazione assitita mediante iniezione diretta di spermatozoi nell'ovocita (ICSI). In questo caso vengono impiegati spermatozoi col cromosoma femminile (X), per evitare la trasmissione della azoospermia alla prole. La microdelezione del cromosoma Y può insorgere per una mutazione “de novo” in soggetto nato da genitori sani, oppure per un meccanismo di amplificazione.

### Traslocazioni Robertsoniane
Le traslocazioni Robertsoniane si manifestano quando due cromosomi acrocentrici si fondono tra loro. Il risultante cromosoma anomalo, generalmente dicentrico, reca la maggior parte delle braccia lunghe dei due cromosomi originali con la conseguente perdita delle braccia corte. I portatori di traslocazioni bilanciate possiedono solo 45 cromosomi. Questi errori possono avere l'effetto di produrre corredi cromosomici sbilanciati, con presenza di monosomie (mancanza di un cromosoma) o trisomie(aumento di un cromosoma). Questo tipo di errori possono provocare aborti spontanei precoci o diminuita o assente fertilità.
I portatori di tale anomalia in genere manifestano un fenotipo normale, ma la traslocazione può condizionare la possibilità di concepire a causa di una gametogenesi difettosa e/o di una produzione di gameti con una distribuzione di riarrangiamenti parentali non equilibrata. Le ripercussioni delle traslocazioni Robertsoniane nei soggetti maschili si manifestano con una serie di difetti a carico della spermatogenesi direttamente collegati ad alterazioni del processo meiotico.

### Sindrome di Klinefelter
La sindrome di Klinefelter è la più frequente causa di infertilità maschile su base genetica: gli individui adulti sono pressoché sempre azoospermici, cioè non hanno spermatozoi nel liquido seminale.
La caratteristica genetica di tale sindrome è la presenza di un cromosoma X in eccesso, per cui la mappa cromosomica(o “cariotipo”) degli individui affetti è 47XXY, al posto del cariotipo normale 46XY. Nel 90% dei casi di sindrome di Klinefelter, siamo in presenza della forma classica (47XXY), mentre nel 10% dei casi si tratta di una forma cosiddetta “mosaico” con cariotipo 46XY/47XXY, meno grave rispetto alla forma classica, in quanto nello sperma di un uomo con tale sindrome sono presenti spermatozoi.

## Esami clinici

### Spermiogramma
Devono essere effettuati in laboratori qualificati, secondo i parametri descritti dal W.H.O. (1992). Con il termine di azoospermia si intende l'assenza di spermatozoi a un'osservazione microscopica a 400 ingrandimenti e dopo centrifugazione. L'osservazione deve essere scrupolosa e condotta su più vetrini dotati di copri-oggetto o in camera di Makler: Lo sperma deve essere analizzato solo a liquefazione avvenuta. La mancata osservazione di spermatozoi a fresco richiede la centrifugazione di un'aliquota fissa o di tutto il campione seminale (600 rpm per 15 minuti). Si elimina il plasma seminale fino ad ottenere un volume pari a 0,5 mL. Si mescola il pellet con il plasma seminale residuo e si procede nuovamente a ricercare gli spermatozoi. La presenza di rari spermatozoi in un campione, che ne risultava apparentemente privo a un'analisi "a fresco", configura una situazione di "cripto - zoospermia". Con tale termine si definiscono tutte le condizioni caratterizzate da valori inferiori a 500 000/L. Altri parametri da valutare sono:
1. pH
2. Fruttosio
3. Volume
4. Alfa-glicosidasi neutra (marker biochimico di funzionalità epididimaria)
5. Acido citrico, zinco e fosfatasi (marker di funzionalità prostatica)

### Indagini endocrinologiche
Nel paziente azoospermico può essere sufficiente effettuare un dosaggio dell'FSH, di ormone luteinizzante (LH) e di testosterone. Con valori elevati di FSH/LH parliamo di ipogonadismo ipergonadotropo con produzione elevata di gonadotropine: si tratta di insufficienza isolata della spermatogenesi che non è generalmente provocata da alterazione del sistema endocrino. Tra le cause congenite troviamo la sindrome di Klinefelter.
In caso di deficit di FSH/LH (ipogonadismo ipogonadotropo) si ha una disfunzione dell'ipofisi o ipotalamo dovuto alle seguenti cause congenite: blocco isolato di secrezione di FSH e LH, una sospensione isolata di secrezione LH, e pubertà ritardata.

### Valutazione genetica
Un certo numero di disturbi può essere evidenziato con consulenza familiare e analisi del cariotipo.
L'anomalia cromosomica più frequente in pazienti con azoospermia è la sindrome di Klinefelter: si osserva una lunghezza sproporzionata delle gambe, ginecomastia e ipogonadismo ipergonadotropo. Circa il 60% dei pazienti presenta un basso tasso di testosterone che richiede un trattamento continuo nel corso della vita.
In caso di azoospermia grave, si possono verificare delezioni delle proteine di legame all'RNA nel cromosoma Y. Tali microdelezioni dell'Y vengono trasmessi ai figli, che a loro volta, saranno infertili.

### Ecografia
Permette di localizzale anomalie intrascrotali. In caso di ostruzione dell'epididimo, si possono osservare delle dilatazioni e lesioni cistiche dello stesso e della rete testis.
L'ecodoppler testicolare può evidenziare un varicocele in circa il 30% degli uomini infertili. L'ecografia endorettale è indicata in uomini con basso volume dell'eiaculato per escludere ostruzione dei dotti eiaculatori da cisti prostatica mediana o da una stenosi dei dotti eiaculatori. L'ostruzione dei dotti eiaculatori è caratterizzata da azoospermia associata a basso volume di liquido seminale e da tassi di fruttosio seminale ridotti.

### Biopsia testicolare
È indicata in casi di azoospermia con volume normale dei testicoli e valori di FSH normali. Questo esame permette di distinguere l'insufficienza testicolare dall'ostruzione dell'apparato genitale maschile.
Nella maggior parte dei casi il paziente azoospermico può essere sottoposto a biopsia per la ricerca di spermatozoi individuando le tecniche più idonee al caso clinico in analisi. Nelle azoospermie ostruttive è possibile recuperare spermatozoi in quasi il 100% dei casi, mentre nelle azoospermie secretorie la media dei recuperi positivi varia dal 15% al 49%.
Si può riscontrare durante questo esame: sclerosi tubulare, presenza di cellule di Sertoli isolate, spermatogenesi incompleta, e iperspermatogenesi.
Si consiglia, in ogni caso, di crioconservare la biopsia testicolare per conservare alcune cellule germinali eventualmente utili in futuro per un'iniezione intracitoplasmatica degli spermatozoi (ICSI).